# Miriam Benjamin
Miriam Elizabeth Benjamin (Charleston, Carolina del Sur, 16 de septiembre de 1861 - 1947) fue una maestra e inventora estadounidense. En 1888, obtuvo una patente por un invento que llamó Silla Gong y Signal para hoteles, convirtiéndose en la segunda mujer afroamericana en recibir una patente.

## Trayectoria
Benjamin nació en Charleston, Carolina del Sur en 1861. Era la mayor de cinco hijos de Francis Benjamin y Eliza Hopkins. En 1873, la familia Benjamin se mudó a Boston, Massachusetts, donde asistió a la escuela secundaria.
Benjamin asistió a la escuela de medicina de la Universidad  Howard pero después de aprobar unas oposiciones y trabajar como funcionaria en varios departamentos federales, obtuvo una formación jurídica y se convirtió en abogada.

### Carrera profesional
De 1888 a 1895, Benjamin fue profesora en Washington, D.C. en el sistema escolar municipal segregado. En 1888, vivía en 1736 New York Avenue, NW en Washington.
El 17 de julio de 1888, obtuvo una patente para su invento, Silla Gong y Signal para hoteles Como sugiere su nombre, la silla tenía un gong y una señal conectados. Cuando la persona en la silla presionaba un pequeño botón en un lateral de la silla, sonaba una campana y mostraba el lado rojo de una bola en el respaldo de la silla, permitiendo al camarero ver qué cliente necesitaba ayuda. La silla fue diseñada para reducir gastos al necesitar menos camareros y asistentes, y "para obviar la necesidad de aplaudir o llamar en voz alta para conseguir la atención de los camareros.
Como se describe en la solicitud de patente, Benjamin también quiso que su invento fuera útil en el Parlamento y esperaba que fuera usado en la Cámara de Representantes de los Estados Unidos, por lo que intentó que fuera empleado en ella. Sin embargo, un sistema similar pero más complicado fue instalado en 1895. Su invento también fue un precursor del sistema de señalización utilizado en los aviones para que los pasajeros llamen a los auxiliares de vuelo.
También en 1895, William A. Hemphill, exalcalde de Atlanta, Georgia y en ese momento, gerente comercial de periódico The Atlanta Journal-Constitution, organizó la Exposición Internacional de los Estados del Algodón, descrita como un intento de promover el sur de Estados Unidos al mundo y exhibir productos. y nuevas tecnologías, así como fomentar el comercio con América Latina. Se presentaron muestras de varios estados, incluidas innovaciones en agricultura, tecnología e industria. Los afroamericanos tuvieron un papel importante en la Exposición, así Booker T. Washington de la Universidad de Tuskegee pronunció el discurso de apertura el 18 de septiembre de 1895 conocido como el Compromiso de Atlanta que intentó promover la cooperación racial y fue considerado "uno de los más importantes e influyentes discursos en la historia de Estados Unidos". El "Edificio Negro" contenía exhibiciones de varias instituciones educativas como Tuskegee y el Hampton Institute, así como varios modelos de invenciones de afroamericanos, cortesía de la Oficina de Patentes. Entre los modelos se encontraban la silla Gong y Signal de Benjamin. Parece que ella estaba tratando de promover su uso en la vida privada, ya que fue descrita como que lo usa "un paciente en un hospital, o alguien que espera en una estación de tren [que] puede llamar a un asistente desde una habitación adyacente sin hacer ruido. La inventora afirma que solo se necesitará la mitad o un tercio de los asistentes y se promoverá en gran medida la tranquilidad y la comodidad de los pacientes e invitados ".
Después de la patente de 1888 de la silla Gong and Signal, Benjamin continuó obteniendo patentes. Cuando regresó a Boston en 1900, se refirió a sí misma como "solicitante de patentes" y figura como abogada en la solicitud de patente de 1893 de su hermano. En 1903, patentó unas tijeras dentadas para la confección.  El 4 de diciembre de 1917, recibió la patente estadounidense núm. 1.249.000 por su suela para calzado.
Bajo el seudónimo de EB Miriam, Benjamin también compuso piezas musicales, incluyendo canciones y marchas para piano y banda. En 1895, la revista Women's Era, con sede en Boston, informó de su creación Boston Elite Quickstep. Una de sus composiciones fue utilizada por la campaña presidencial de Theodore Roosevelt en las elecciones presidenciales de Estados Unidos de 1904 1904. 
En 1920, regresó a Boston, donde vivió y trabajó con su hermano, el abogado Edgar P. Benjamin. Junto con Sarah Boone, Ellen Eglin y Sarah E. Goode, Benjamin fue una de las cuatro inventoras afroamericanas de su tiempo que desarrollaron nueva tecnología para el hogar.

### Vida personal
Sus hermanas fueron Charlotte D. "Lottie" Benjamin y Eva S. Benjamin. Su hermano Lyde Wilson Benjamin fue abogado además de inventor. Recibió la patente por una mejora en "Humectadores y bridas para escobas". Su hermano menor, Edgar Pinkerton Benjamin, se graduó en la facultad de derecho de la Universidad de Boston, en dicha ciudad ejerció de abogado con gran éxito Aunque es más recordado por la creación del Resthaven Nursing Home (ahora Benjamin Healthcare Center) en Roxbury, Massachusetts.También recibió la patente por un pantalón-escudo y unas pinzas para bicicleta.
Miriam Benjamin nunca se casó. La mayor parte de su vida vivió con su madre viuda Eliza Jane (Hopkins) Benjamin en Boston. Murió en 1947.